# Mount Cottrell
Mount Cottrell är en del av en befolkad plats i Australien. Den ligger i kommunen Wyndham och delstaten Victoria, omkring 33 kilometer väster om delstatshuvudstaden Melbourne. Antalet invånare är 688.
Runt Mount Cottrell är det ganska tätbefolkat, med 52 invånare per kvadratkilometer.. Närmaste större samhälle är Wyndham Vale, nära Mount Cottrell.
Omgivningarna runt Mount Cottrell är i huvudsak ett öppet busklandskap. Genomsnittlig årsnederbörd är 971 millimeter. Den regnigaste månaden är juni, med i genomsnitt 115 mm nederbörd, och den torraste är januari, med 34 mm nederbörd.